# Distrito de Rajnandgaon
Rajnandgaon (en Hindi: राजनांदगांव जिला) es un distrito de la India en el estado de Chhattisgarh. Código ISO: IN.CT.RN.
Comprende una superficie de 8062 km².
El centro administrativo es la ciudad de Rajnandgaon.

## Demografía
Según censo 2011 contaba con una población total de 1537520 habitantes, de los cuales 775 350 eran mujeres y 762 170 varones.